# Аддай, Джейден
Джейден Осей Аддай (нидерл. Jayden Osei Addai; родился 26 августа 2005, Пюрмеренд) — нидерландский футболист, вингер итальянского клуба «Комо».

## Клубная карьера
Аддай — воспитанник футбольного клуба АЗ. В декабре 2020 года подписал первый профессиональный контракт с клубом до середины 2023 года. 8 апреля 2022 года дебютировал за «Йонг АЗ» в матче Эрстедивизи против «Эммена». В дебютном сезоне сыграл 4 матча в чемпионате. Летом 2022 года подписал новый контракт с АЗ до 2025 года. 6 марта 2023 года забил дебютный гол в Эрстедивизи в матче против «Виллем II». В ноябре 2023 года продлил контракт до 2028 года.
За основной состав АЗ дебютировал 26 ноября 2023 года в матче Эредивизи с «Волендамом», выйдя на замену на 69-й минуте вместо Эрнеста Поку. 30 ноября 2023 года впервые сыграл в Лиге конференций, выйдя на замену в матче группового этапа против «Зриньски».
4 июля 2025 года перешёл в «Комо», подписав контракт с итальянским клубом на 5 лет.